# کارت ملی اوکراینی
در کارت شناسایی اوکراینی یا گذرنامهٔ شهروندان اوکراین (همچنین به عنوان گذرنامه داخلی یا پاسپورت کارت شناخته می‌شود) یک سند هویت صادر شده برای شهروندان اوکراین است. هر شهروند اوکراین در سن ۱۴ سالگی یا مسن تر دارای اقامت دائم در اوکراین باید یک کارت هویت صادر شده توسط دفتر محلی از خدمات مهاجرت امور خارجه اوکراین داشته باشد.
کارت شهروندی اوکراین ۱۰ سال اعتبار دارد تا بعنوان یک مدرک رسمی و دائمی استفاده شود.

## کارت هویت فعلی
کارت ملی اوکراینی فعلی، کارت هویت به شکل یک کارت اعتباری به اندازه کارت پلاستیکی با ریزتراشه بدون تماس است که در آن اطلاعات شخصی ذخیره می‌شود. بالای کارت و در گوشه سمت راست، نشان ملی اوکراین، نام کشور - اوکراینو عبارت: گذرنامهٔ شهروندان اوکراین (به اوکراینی و انگلیسی) و پرچم اوکراین به چشم می‌خورد بالای این کارت نماد بین‌المللی برای اسنادهای بیومتریک می‌توان در گوشه بالا سمت چپ دید.
جلوی کارت خرس لیزری سیاه و سفید برجسته تصویر از دارنده امضای خود را و کلیدهای زیر اطلاعات شخصی در هر دو زبان اوکراینی و انگلیسی:
| - نام خانوادگی - اولین نام(s) - پدری (در اوکراین) - جنسیت - تاریخ تولد | - ملیت (УКРАЇНА/UKR) - رکورد ندارد. - سند ندارد. - تاریخ انقضای - مالیات دهندگان ندارد. |

پشت کارت اطلاعات زیر می‌باشد:
- تاریخ صدور
- اقتدار
- محل تولد

### ویژگی‌های امنیتی
دیگر از این مجتمع تماس ریزتراشه که دارای طیف وسیع تری از اطلاعات شخصی از اطلاعات قابل مشاهده در جلو یا عقب این کارت اوکراین کارت هویت با استفاده از طیف وسیعی از مدرن تکنیک‌های امنیتی از جمله میکرو-چاپ هولوگرافی عناصر رنگ-تغییر جوهر مطرح چاپ لیزر منبت و اشعه ماوراء بنفش عناصر قابل مشاهده تنها در زیر نور ماوراء بنفش.
تعدادی از شخصی عناصر امنیتی نیز استفاده می‌شود مانند یک هولوگرام بر روی کارت را معکوس است که به‌طور متناوب نمایش یک تصویر از دارنده و تاریخ تولد. دیگر شخصی عناصر امنیتی شامل یک نوار فلزی در حال اجرا در امتداد معکوس از کارت است که به دارنده نام لیزر حکاکی و یک ماشین قابل خواندن منطقه است.

## تاریخچه کارت‌های هویت در اوکراین
اوکراین برای اولین بار برنامه‌ریزی برای معرفی کارت‌های شناسائی در سال ۲۰۰۴ در دوران ریاست جمهوری لئونید کوچمابا شروع از تولید برنامه‌ریزی شده همزمان با راه اندازی یک واحد جدید دولت جمعیتی ثبت نام کنید. این کارت طراحی شده بودند که شامل یک تراشه تماس - یک عنصر طراحی که منجر به ناخرسندی در بخش‌های خاصی از جامعه است. معرفی برنامه‌ریزی شده از هر دو عناصر این طرح لغو شد توسط رئیس‌جمهور ویکتور Yuschenko در مارس ۱۰، ۲۰۰۵.
بعد از آن در سال ۲۰۰۵ وزارت امور داخلی اوکراین آغاز یک برنامه به معرفی و ID کارت‌های پلاستیکی که برگزار کرده‌اند مالیات و بازنشستگی داده یکپارچه تراشه الکترونیکی است. این طرح شد و بعد از آن کاهش یافته و پس از انتقاد برای داشتن یک سهل انگاری رویکرد به امنیت اطلاعات شخصی توسط شهروندان عادی و اوکراین هلسینکی گروه. مشابه برنامه‌های احیا شد و دوباره در سال 2008 اما موکول به آینده است.
در ۲۳ سپتامبر ۲۰۱۱ پارلمان اوکراین رای به جای داخلی گذرنامه با کارت شناسایی (اوکراینی: Паспортна картка). این قانون را برای شکل جدید از ID صادر می‌شود از تاریخ ۱ ژانویه ۲۰۱۲. این لایحه را وتو توسط رئیس‌جمهور اوکراین ویکتور یانوکوویچ بر اساس قرار است کاستی در ارائه مناسب اطلاعات شخصی پادمان است.
پس از متعدد تأخیر این لایحه برای ایجاد دولت متحد جمعیتی ثبت نام به تصویب رسید و به قانون امضا شده در ۲۹ نوامبر ۲۰۱۲. این هموار راه را برای معرفی گذرنامه‌های بیومتریک برای سفر خارجی و جایگزینی گذرنامه‌های داخلی با کارت شناسایی.
در ژوئیه ۱۰، ۲۰۱۵، دولت اوکراین اعلام کرد که گذرنامه‌های داخلی خواهد بود را لغو کرد و با جایگزین کارت شناسایی با شروع از ژانویه 1, 2016. اولین کارت شناسایی صادر شده برای اولین بار متقاضیان در ژانویه ۱۱، ۲۰۱۶.

## گذرنامه داخلی قبلی

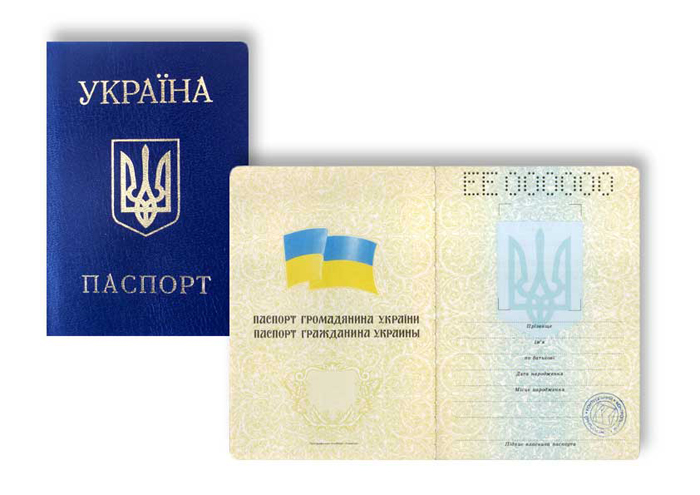
یک سال ۱۹۹۲ سری پاسپورت

از سال ۱۹۹۲ تا سال ۲۰۱۶ اوکراین گذرنامه‌های داخلی تنها تولید شده و صادر شده در شکل سنتی گذرنامه جزوه. صرف نظر از حرکت به کارت شناسایی فرمت از سال ۲۰۱۶ تمام سال ۱۹۹۲ سری گذرنامه در حال حاضر معتبر باقی می‌ماند. این گذرنامه‌ها همچنان صادر شده توسط دفاتر خدمات مهاجرت امور خارجه که هنوز است با ارائه تجهیزات برای ضبط مکالمات افراد داده‌های بیومتریک.
۱۹۹۲ سری گذرنامه به حال آبی تیره پوشش و شامل ۱۶ صفحه است. تمام اطلاعات در گذرنامه ثبت شده‌است در زبان اوکراینیبه جز دارنده نام و نام خانوادگی تاریخ و محل تولد و صدور اقتدار که داده می‌شود هر دو در اوکراین و روسیه یا تمبر در مورد فرد و اقامت در جمهوری خودمختار کریمه که نوشته شده می‌تواند تنها در روسی.
اطلاعات موجود در گذرنامه شامل:
| - نام خانوادگی - اسم(s) - پدری نام - تاریخ و محل تولد - یک عکس و امضای دارنده | - نام این فرد همسر (در صورت ازدواج) - نام هر فرزند وابسته (کمتر از ۱۶ سال) - واجد شرایط بودن برای خدمت سربازی - ثبت آدرس |

یک پاسپورت جدید می‌تواند به دست آمده‌است که اگر یک تغییر در، دارنده نام، شایع‌ترین دلیل برای ازدواج. گذرنامه جدید نیز صادر شده و در مواردی که اصل گذرنامه شده‌است موضوع قابل پوشیدن یا پارگی یا از دست داده شده یا به سرقت رفته‌است.
داخلی گذرنامه بدون استفاده در خارج از اوکراین، به جز برای سفر به بلاروس و روسیه است. برای سفر بین‌المللی، اوکراین می‌تواند درخواست برای گذرنامه برای سفر خارجی است.